# ダラム大学

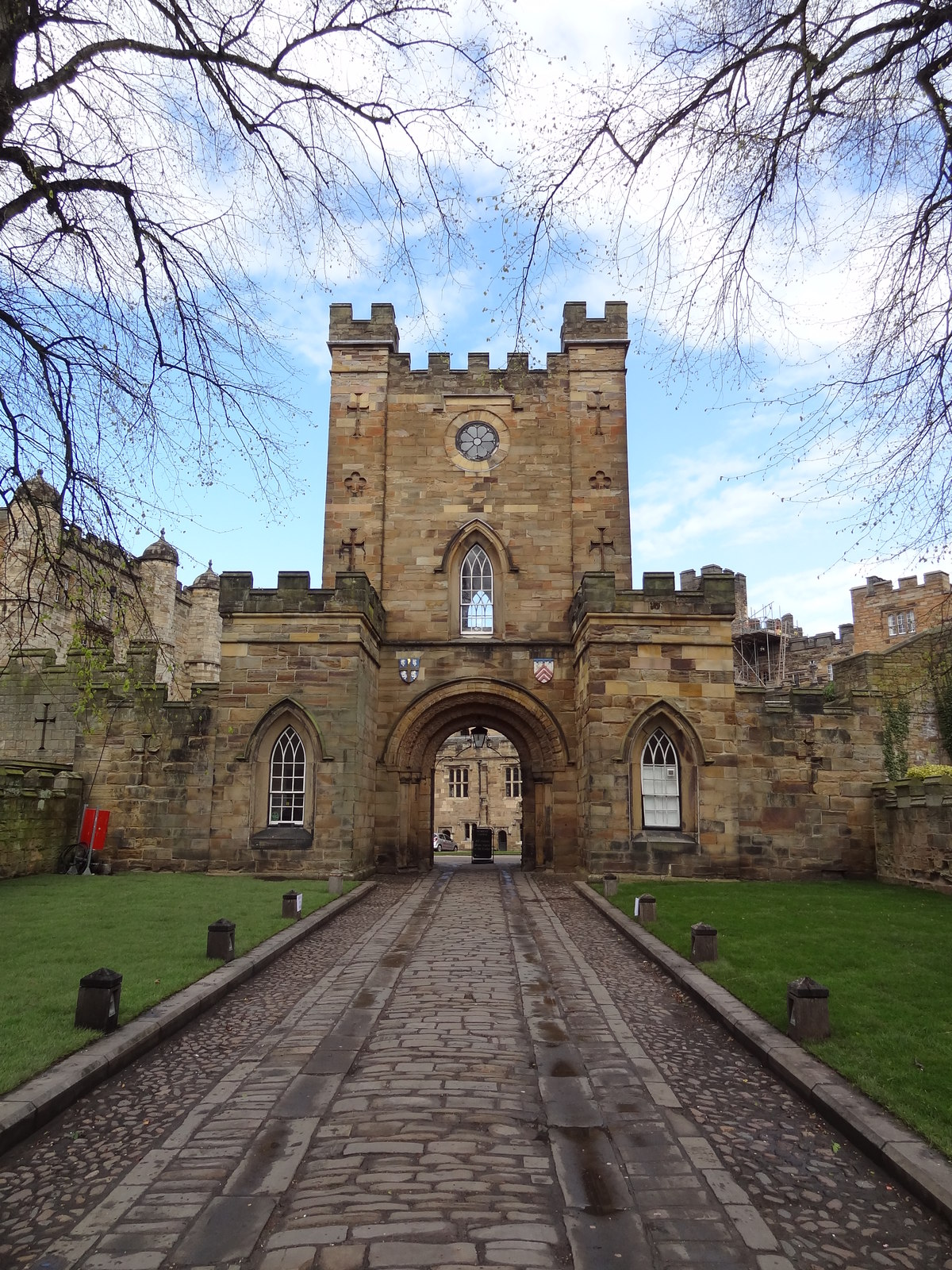
Durham University

ダラム大学（ダラムだいがく、英: Durham University）は、イギリスの大学都市であるダラム州・ダラム市及びストックトン・オン・ティーズ市にキャンパスを置く、国立の研究型総合大学である。1832年に設立され、イギリス伝統のカレッジ制を特徴とする英国を代表する名門大学である。英国版アイビー・リーグとも呼ばれる大規模研究型大学連盟、ラッセル・グループ(Russell Group)の加盟校であり、また欧州を代表する名門大学が加入しているヨーロッパ大学連盟であるコインブラ・グループの加盟校でもある。また、ダラム・ビジネス・スクール(DBS)は、ロンドン・ビジネス・スクール(LBS)、オックスフォード大学サイード・ビジネス・スクール(SBS)、マンチェスター・ビジネス・スクール(AMBS)と共に、イギリス最古のビジネススクール（MBA提供校）の一つとして名高い。さらに2019年のインデペンデント紙によると、ダラム大学学部課程入学者の英国大学入試Aレベルの平均得点は全英で6番目に高く最難関大学の一つである。
Independent school（私立高校）出身が40%ほどを占めており、合格率は年によっても左右するが15%ほどである。また、ダラム大学の建物の一部とダラム大聖堂が映画ハリー・ポッター、エリザベス 、リトル・ダンサー、アベンジャーズ、シャーロック・ホームズシリーズ、連続テレビ小説のばけばけ、などの撮影や設定に使われた事でも有名で、大学街全体がイギリスの原風景になっている。

## 概要

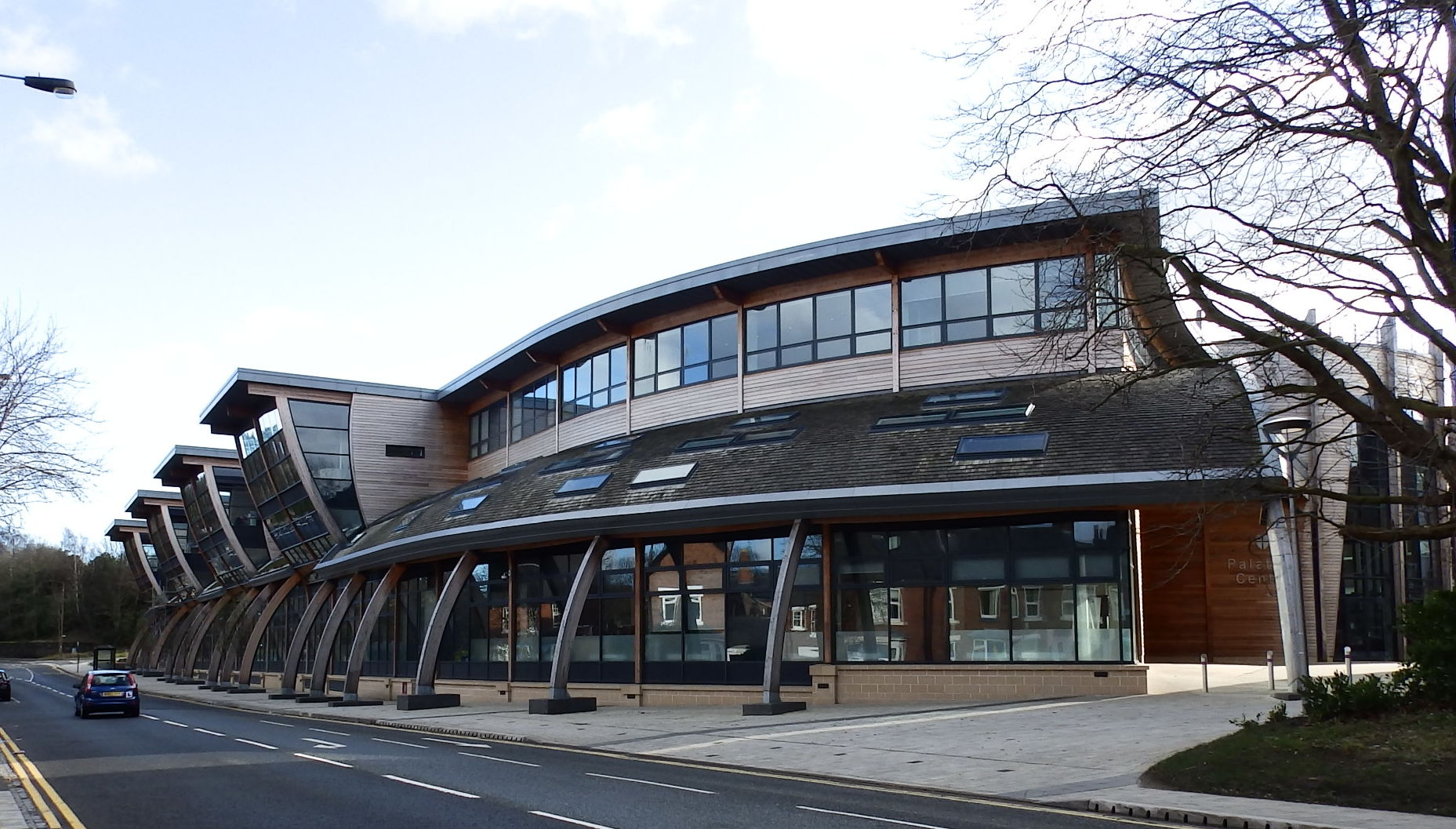
Palatine Center

ダラム大学は1832年に議員立法により設立された。ダラム大学はこの設立年を以て「イングランドに現存する教育機関においてオックスフォード大学、ケンブリッジ大学に次ぎ、3番目に古い伝統を持つ大学」とされる。
ダラム大学は、オックスフォード大学やケンブリッジ大学と同様、カレッジ制を採用している名門大学であることから、この3校を表わす略称として、ドオックスブリッジ（Doxbridge）が使われる。Doxbridge Cup（ゴルフ大会）, Doxbridge Tournament（スポーツ大会）, Doxbridge Worlds（討論会）といったイベントがこれまで3校間で開催されてきた。なお、Doxbridge Tournamentには、同種のカレッジ制を採用しているヨーク大学もその後加わっている。

## 沿革

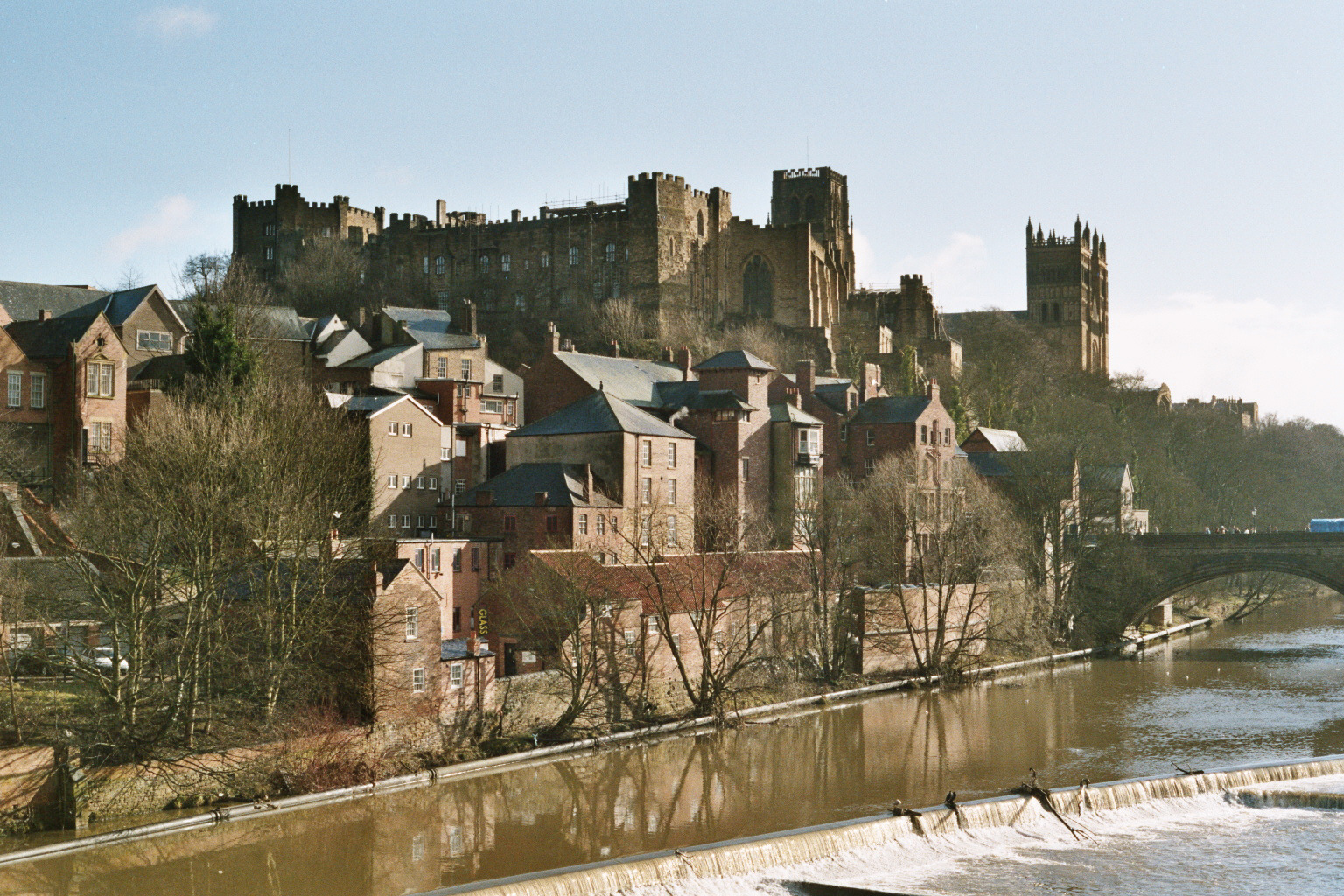
ダラム城とダラム大聖堂

ダラム大学の起源は、世界遺産であるダラム大聖堂にある。オックスフォードにはベネディクト会の修道士によるダラム・カレッジが13世紀後半から16世紀半ばまで存在し、ダラム大聖堂主教のトマス・ハットフィールドの援助もあった。しかし、イングランドの宗教改革の影響でオックスフォードのダラム・カレッジは衰退し、その敷地は複数のカレッジに分割されてしまった。また残っていた敷地も1555年のトリニティ・カレッジの設立に使われてしまった。そのため、大学の設立はダラム大聖堂の悲願であった。
実際、1832年のダラム大学開設以前にも、設立の動きは2回ほどあった。第一はヘンリー8世の治世の時代で、ダラム大聖堂のカレッジを設立する動きがあったが、実現しないまま終わった。第二の試みはイングランド共和国時代であり、1657年には設立勅許状が発行されるに至るが、オックス・ブリッジの強い反対に遭ってオリバー・クロムウェルがオックス・ブリッジに妥協、またも設立計画は流れた。そして19世紀になってようやく開設が実現した。
ダラム大聖堂の主教は、その統治する地域において聖俗双方の権力を有していたことから「司教領（Prince-bishop）」と呼称され、豊かな財力を誇っていた。しかし、19世紀にダラム大聖堂の財産が徴収されるおそれが生じたため、最後のプリンス・ビショップであるウィリアム・ヴァン・ミルダート主教の指導によりダラム大聖堂主教参事会が大聖堂の組織改組案を作成、これが1832年に議会により承認された。通常、これをもってダラム大学の設立とする。1833年にダラム大学は実際に開校したが、設立勅許状が発行されたのは1837年6月1日であり、その7日後に第1期の卒業生を送り出した。

## 組織

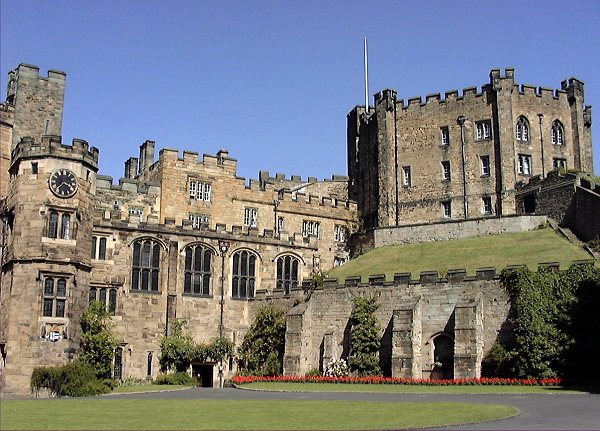
University College

ダラム大学は、オックスフォード大学、ケンブリッジ大学と同様、カレッジの集合体であり、計17のカレッジから構成されている。また、24の学部から成る。ダラム大学のキャンパスは2ヶ所に分かれており、一つは世界遺産であるダラム城・ダラム大聖堂を有する大学都市、ダラム市街に、もう一つは約30キロ南にあるストックトン＝オン＝ティーズに最新鋭の設備を備えたクィーンズキャンパスがある。両キャンパス間は定期的にシャトルバスが運行されている。
ダラムキャンパスでは、世界遺産であるダラム城がUniversity College の施設として使われており、同カレッジの学生はダラム城内に住むことができる。ダラム大聖堂は、映画ハリー・ポッターのロケにも使われており、入学式や卒業式はこの世界遺産の大聖堂で行われる。なお、ダラム城とダラム大聖堂は、1986年、英国で最初に世界遺産に登録された場所の一つであり、英国屈指の歴史的建造物・文化遺産である。

## カレッジ一覧
2022年現在、ダラム大学には17のカレッジがある。ダラムキャンパスに15カレッジ、そしてストックトンのクィーンズキャンパスに2カレッジがある。

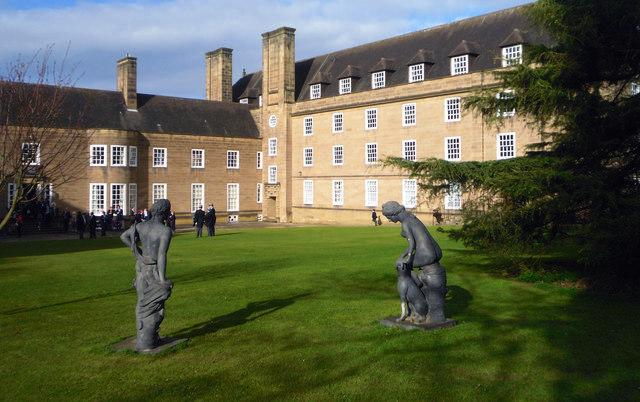
St. Mary's College

- College of St Hild and St Bede
- Collingwood College
- Grey College
- Hatfield College
- John Snow College (クィーンズキャンパス)
- Josephine Butler College
- South College
- St Aidan's College
- St Chad's College
- St Cuthbert's Society
- St John's College
- St Mary's College
- Stephenson College (クィーンズキャンパス)
- Trevelyan College
- University College
- Ustinov College (大学院生専用)
- Van Mildert College

## 対外関係

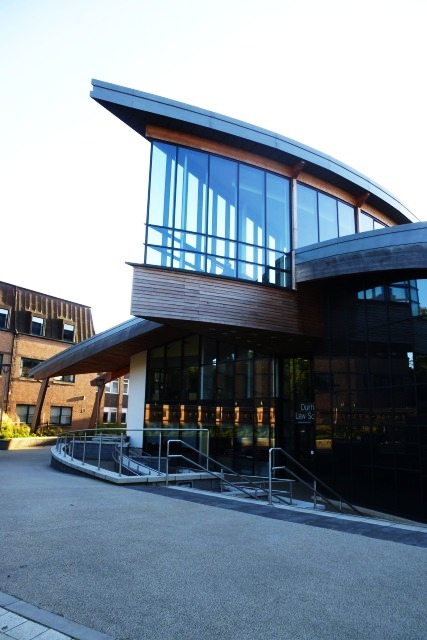
ダラム・ロー・スクール

ダラム大学は1994年に設立された1994グループの参加校であったが、2012年に脱退。同年、ラッセルグループの加盟校となった。北イングランド地区8大学で構成するN8 Research Partnershipの加盟校でもある。
ダラム大学は、次のような日本の大学と大学間交流協定を結んでいる。
東京大学、京都大学、早稲田大学、東京工業大学、大阪公立大学、熊本大学、名古屋大学、千葉大学、大阪大学、一橋大学、慶應義塾大学、九州大学
またダラム大学は日英の下記大学で構成される、RENKEIのメンバーでもある。RENKEI連合の目的は、双方のナレッジの共有や国際共同研究の推進である。
大阪大学、九州大学、慶應義塾大学、東北大学、立命館大学
エディンバラ大学、サウサンプトン大学、ダラム大学、ニューカッスル大学、リーズ大学、リバプール大学

## 同窓会
東京及び関西でダラム大学卒業生を中心に、年に数回、実施されている。

## ランキング

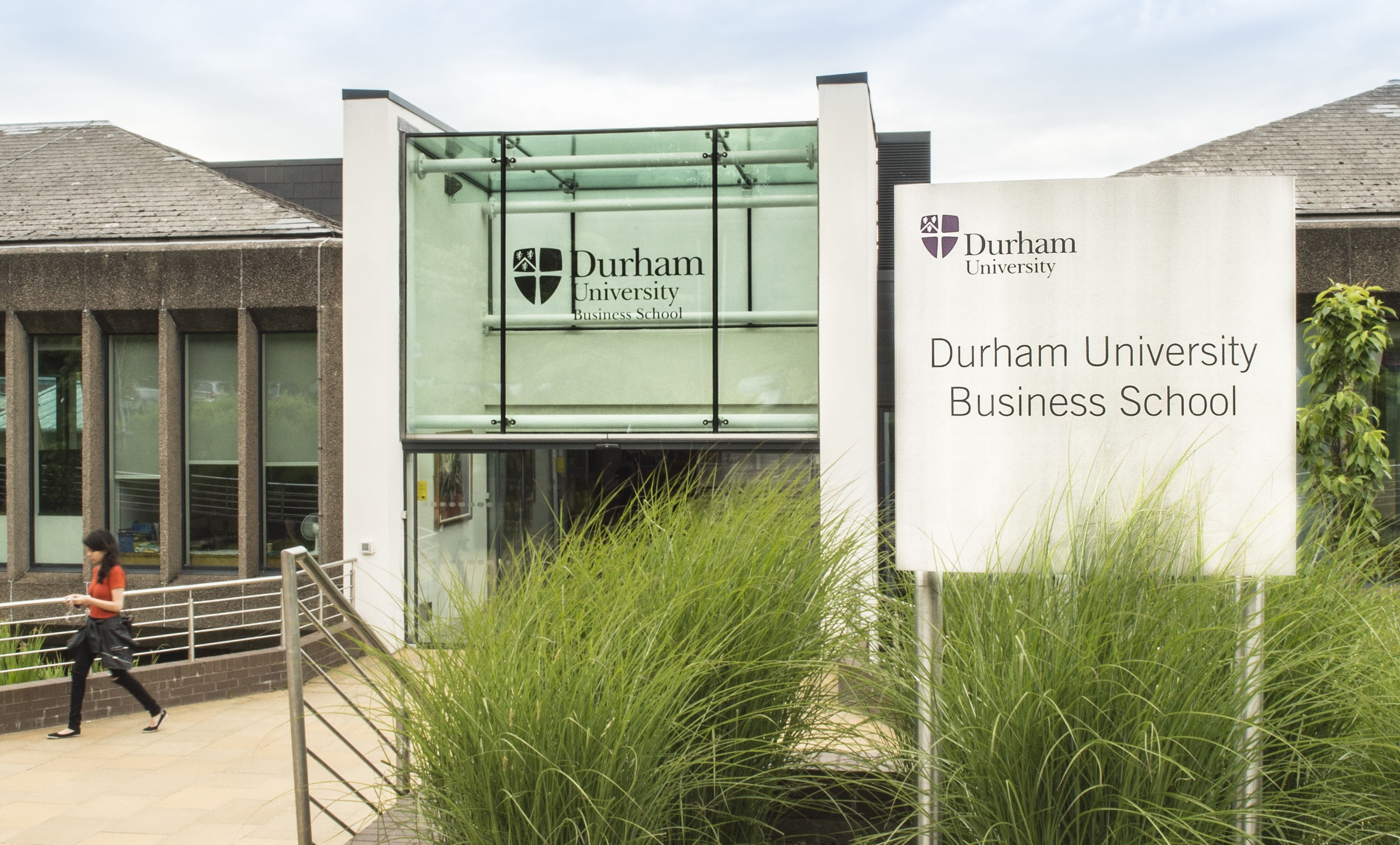
ダラム・ビジネス・スクール

### 英国内ランキング
イギリスの新聞社による2021年ランキングにおいて、ダラム大学は総合的に英国で以下の順位に位置している。
- インディペンデント紙：7位[11]
- ガーディアン紙：4位[12]
- サンデータイムズ紙：6位[13]

2015年度のComplete University Guideにおいて、イギリスの全123大学中5位であった。科目別では、英語・英文学、歴史学、神学・宗教学、スポーツ科学などの9科目においてイギリス全体で1位、また、ダラム大学に設置されている全31科目全てがイギリスでトップ10内であった。
すべての科目がトップ10に入っている大学はイギリス全123大学の中でダラム大学だけである。

### 世界ランキング
2020『QS World University Rankings』：78位、2020『タイムズ・ハイアー・エデュケーション』：133位、2020『U.S. NEWS大学ランキング』：210位にランキングされた。
2019年度の『QS World University Rankings』では、世界74位および卒業生に対する世界主要企業の評価が世界33位（英国内 9位)となっており卒業生に対する世界の主要企業からの評価も高い。
2015年版の『QS World University Rankings』では総合61位、『タイムズ・ハイアー・エデュケーション』 では総合70位であった。
また2014年度の科目別評価 (QS University Subject Rankings 2014) ではダラム大学の15科目が評価の対象とされ、地理学が世界第4位、「地球および海洋科学」が25位、物理学が42位、「史学および考古学」が46位であった。そのほか化学、教育学、英語学、法学（ダラム・ロー・スクール）、現代語、哲学、政治学、社会学が100位以内に入っている。
QS社の2011年に行った世界の主要17,000社の人事部が大学卒業生を対象として評価で、世界15位となっている。
ダラム・ビジネス・スクールは、マーケティング及びファイナンス分野が強く、フィナンシャル・タイムズの世界MBAランキングでは2021年に世界74位（英国8位）、2020年に世界62位（英国8位）、2019年に世界43位（英国6位）。そしてオンラインMBAランキングでは2021年、2020年、2019年いずれにおいても世界7位にランキングされ各種世界ランキングの最上位の常連校である。
考古学部は2021年、QS World University Rankings by Subject 2021 Archaeologyで世界第4位である。また、2020年4位、2019年6位、2018年6位と、継続的に世界ランキング最上位に位置している。
神学・宗教学部は、2021年、QS World University Rankings by Subject 2021 Theology, Divinity & Religious Studies で世界第5位である。また、2020年4位、2019年5位、2018年3位と、継続的に世界ランキング最上位に位置している。

## 著名な関係者
- 伊藤武彦 - 名古屋商科大学大学院のアソシエイトディーン・教授。
- 酒井啓子 - 東京外国語大学地域文化研究科教授、千葉大学法政経学部長、千葉大学名誉教授。
- 末近浩太 - 日本の中東イスラーム学者、国際政治学者。立命館大学国際関係学部教授。
- 小泉八雲 - 作家
- 生駒夏美 - 国際基督教大学 教養学部教授
- 亀井憲樹 - 慶應大学 経済学部教授
- 藤原淳賀 - 青山学院大学 地球社会共生学部教授
- 筆内美砂 - 立命館アジア太平洋大学助教
- 河村有介 - 神戸大学助教
- 山田悦子 - 北海道大学助教
- 佐藤尚平 - 早稲田大学推教授
- 井上千鶴 - 日本の実業家。レゴランド などを運営する、マーリン・エンターテイメンツ・ジャパン株式会社の社長
- ジョン・D・バロウ - ケンブリッジ大学の応用数学・理論物理学科教授。
- マーティン・ショー - イギリスの政治学者、社会学者。専攻は、国際関係論、政治社会学、戦争論。
- ハロルド・ジェフリーズ - イギリスの数学者、統計学者、地球物理学者、天文学者。
- ミルトン・マルガイ - シエラレオネの政治家（SLPPの創立者）で初代首相。
- ラルフ・サムプソン - イギリスの天文学者。
- アンドリュー・ギャンブル - イギリスの政治学者でケンブリッジ大学教授。
- ジョージ・ロチェスター - イギリスの物理学者で王立協会会員。K中間子を発見した一人。
- レジナルド・ヒル - イギリスの推理作家。
- ジェレミー・ブラック - イギリスの歴史学者。
- トニー・バーロウ - ザ・ビートルズの広報担当。
- トーマス・ウィルフレッド・シャープ - イギリスの都市計画家。都市理論家。
- ローレンス・ウェイジャー - イギリスの地質学者、探検家、登山家。
- アーサー・ホームズ - イギリスの地質学者である。地質年代測定に放射性元素が使えることを発見した地質学者の一人。
- クリフォード・ネルソン・パイル - シエラレオネ共和国の国歌を作った人物。
- デイヴィッド・キャンベル - イギリスの国際政治学者、政治地理学者。
- デイヴィッド・ヘルド - イギリスの国際政治学者・教授。
- カール・ウィックランド - スウェーデン生まれの米国精神科医。
- ケネス・ダウニー - イギリスの救世軍の作曲家。
- ジョン・ダイクス - イギリスの賛美歌作曲家。「聖なる、聖なる、聖なるかな」を作曲したことで知られている。
- ルース・ギップス - イギリスの女流作曲家、ピアニスト、オーボエ奏者。
- ビル・ブライソン - アメリカ合衆国アイオワ州デモイン出身のノンフィクション作家、随筆家。大学総長を務める。
- エバ・ポピエル - 韓国で活動する女優。
- ジョナサン・エドワーズ - 英国の元陸上選手。三段跳世界記録保持者。
- ニック・シェイラ - フォード・モーター社の最高執行責任者(COO)兼社長。
- レオ・ブレア - 元英国首相トニー・ブレアの父。ダラム大学法学部レクチャラー。
- モー・モーラム - ベルファスト合意当時の北アイルランド大臣で、労働党の国会議員。

### 架空の人物
- ジェームズ・モリアーティ - アーサー・コナン・ドイルの小説『シャーロック・ホームズシリーズ』の登場人物。ダラム大学の元数学教授であったとされている。
- ジョン・ドリトル - ヒュー・ロフティングの児童文学作品『ドリトル先生』シリーズの主人公。ダラム大学で医学博士号を取得したとされている。